# 卢布林联合土丘

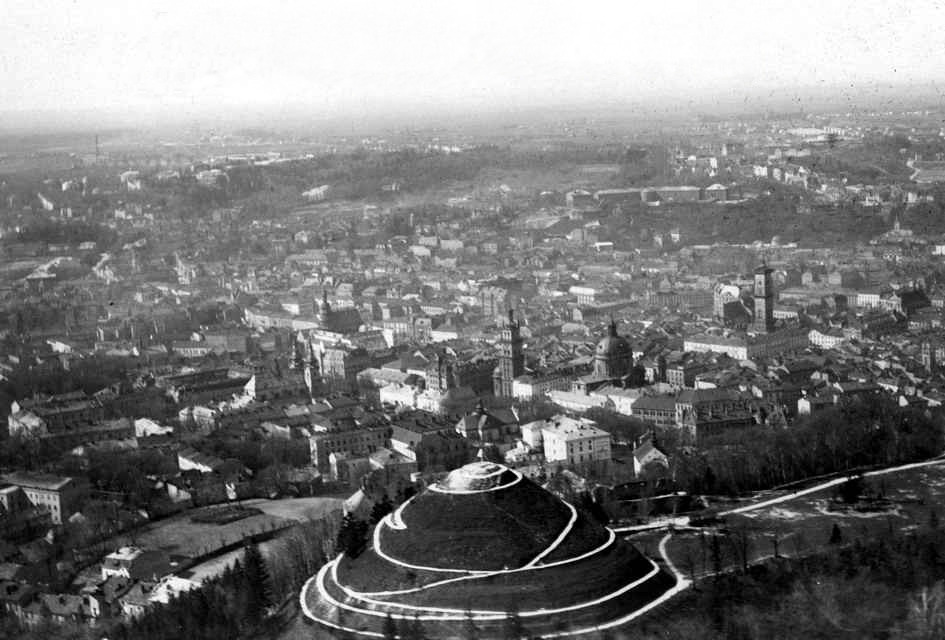
1930年代

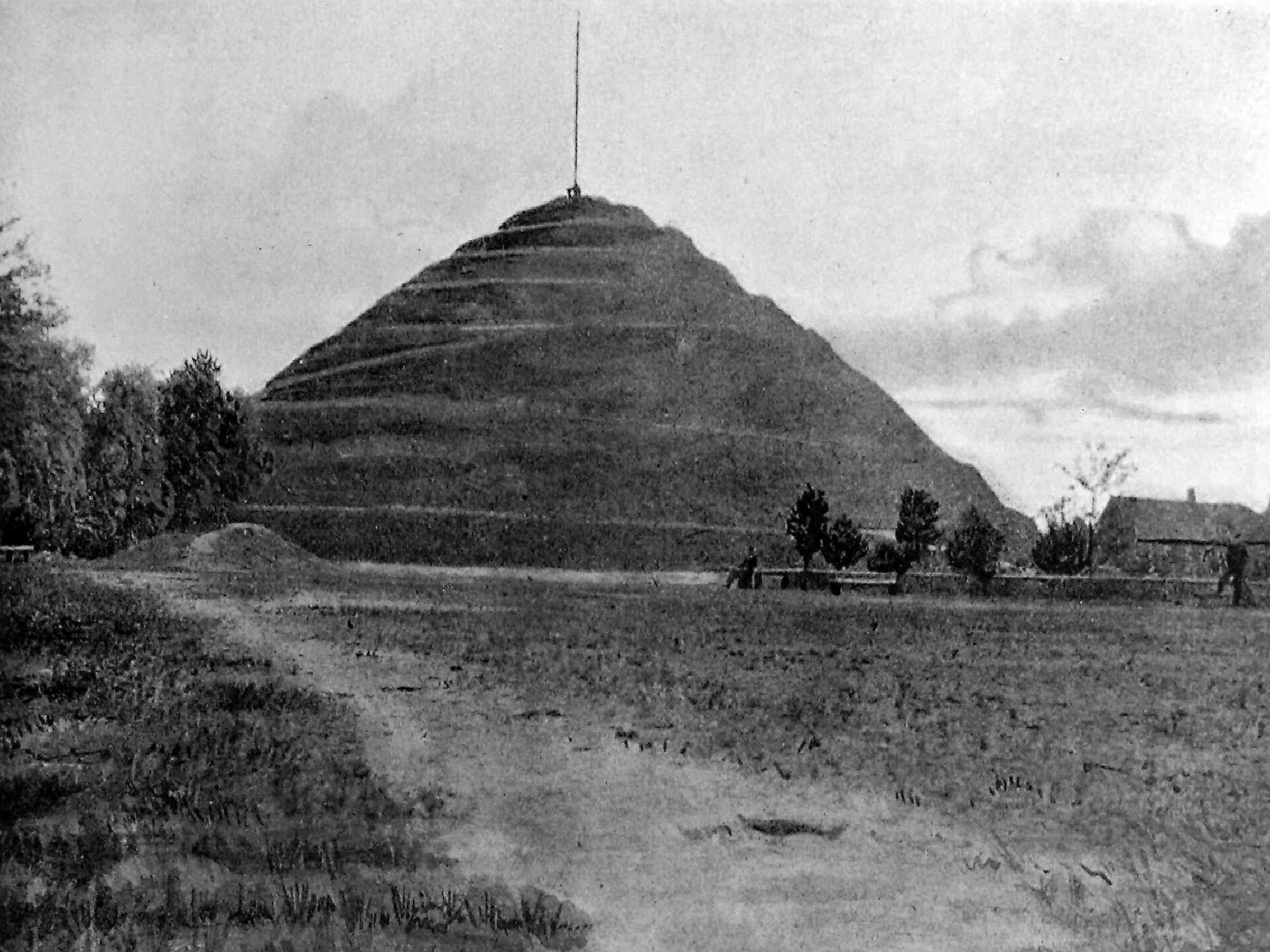
20世纪初

卢布林联合土丘（烏克蘭語：Копець Люблінської унії）是一座人工山丘，高29 米，位于乌克兰利沃夫最高点的利沃夫高城堡，由波兰人建于1869-1890年，旨在纪念卢布林联合300 周年。建造土丘得到了弗朗西斯科·斯莫尔卡的财力支持。 
土丘顶部（海拔 413米）有一个观景台，可以俯瞰利沃夫。